# クリミナルガールズ
『クリミナルガールズ』は、2010年11月18日に日本一ソフトウェアから発売されたPlayStation Portable用ソフト。
2013年11月28日にグラフィック・サウンドの高品質化や追加要素を実装したPS Vita移植版『クリミナルガールズ INVITATION』が発売された。
2015年11月26日には続編『クリミナルガールズ2』がPlayStation Vita用ソフトとして発売された。

## 概要
基本的にはオーソドックスなRPGだが、4人のキャラクターがそれぞれ行動を提案しプレイヤーがその中から行動を1つ選び指示するという一風変わった戦闘システムや、既存のRPGで装備品に相当するアイテムの概念が無いなど、本作ならではの特徴もある。
中でも、おしおきシステムと呼ばれるシステムは本作を代表するもので、専用の道具を入手することで該当するミニゲームがプレイできるようになり、ミニゲームをクリアするとキャラクターが更生していくという扱いで探索や戦闘で役立つスキルを覚えたり、極めるとキャラクターの一枚絵を閲覧できるようになる特典もある。
作中はフルボイスで、通常の会話や戦闘、おしおき場面などでキャラクターのボイスが流れる。
ダウンロード版は「PSP>PS Vita互換」を謳っていたが、PlayStation Vita発売3日後に「一部の音声が再生されない」不具合をVitaの仕様であると認め互換マークを削除した。その後2012年1月16日のシステムソフトウェアアップデート（ver1.52）により不具合が修正されたとして、互換が復活した。

## システム
おしおき
ヒロインたちは何かしら悪の要素を抱えた人間であるため、その精神を更生させる「おしおき」が必要となる。実行には本作におけるお金である「OP」を必要とする。
「スパンキング」「電気パッチン」「ぬるぬる調教」「さわさわ指導」の4つに加え、別パターンとしてごほうび「癒しモミモミ」がある。いずれの場合も、悪の心が表出化した敵を排除する形となる。
敵をいかに早く倒すかによって評価が変わり、総合評価によっておしおき用の経験値が獲得できる。経験値がある程度蓄積するとレベルアップしてスキルが獲得できる。なお、レベルの上限は5で、最短7回のお仕置きで最大まで持って行ける。
Vita版ではレベルが上がると倒す敵の数が増える他、レベル3以降は裏面タッチパッドでしか攻撃できない敵が登場する。赤が表面、青が裏面、という風に見分けることができる。さらに、3以降は2体同時に表れるようにもなるため、両手での操作が求められる。
なお、どのおしおきも元々少女たちを痛めつける目的ではないため、多少マイルドである。むしろ後になるほど苦痛要素が下がっている風ですらある。
スパンキング
やわらかムチで叩く。移動するハートマークが女の子に重なった瞬間に○ボタンを押す。レベルが上がると速度が上がり、軌道が変則的になる。
Vita版では敵をタッチし続けることで鞭で叩き、耐久力を0にする。叩き始めるまで若干タイムラグがある。敵がいない場所を叩いてもペナルティはない。
電気パッチン
ビリビリ棒で電撃を与える。指定されるボタンを連打し、ゲージを一定時間以内に最大にする。難易度が上がると押すボタンの種類が増える。
Vita版では敵の背中にスライドスイッチがあるので、タッチして正しい方向にスライドさせると倒すことができる。耐久力はなく一回成功させれば倒すことができるが、正確にタッチしないといけない。
ぬるぬる調教
ナゾのえきたいをかける。アナログパッドや十字キーでボトルを傾け、指定された数だけ水滴を落とす。過不足があるとミスになる他、時間がかかりすぎると評価が落ちる。レベルが上がると水滴のコントロールが厳しくなる。
Vita版ではスパンキングと似た形であるが、敵が動き回ること・敵の少し上から液体を垂らす必要があることから、難易度が高め。
さわさわ指導
羽ぼうきでくすぐる。アナログパッドや十字キーで照準を操作し、敵に対して○ボタンで攻撃する。加速・慣性が付くため、アナログパッドの場合は傾け具合を調整する必要がある。レベルが上がると敵の数やスピードが増える。
Vita版では敵をフリックし続けることで耐久力を減らすことができる。スパンキングなどと違い、開始までのタイムラグはない。おしおきの中でとりわけ操作が激しいため、両手での操作が厳しい。
癒しモミモミ
いやし系手袋で揉みほぐす。リズムゲームのようにタイミングを合わせてL・Rボタンを押す。ただし、ハートマークの際に押す必要があり、どくろマークでは原点となる。
Vita版では敵をタッチで掴み、対応する穴にドラッグすることで倒す。電気パッチン同様、敵に耐久力はなく、正確に敵をタッチしないといけない。
ガールズオーダー
各キャラクターのおしおきの総レベル数を一定数進めると発生する、少女たちからのお願いイベント。
特定の場所にあるイベントポイントに移動してイベントをこなす。イベントによっては複数個所移動する必要がある。イベントポイントはマップでハートマークで表される。
達成することでおしおきに必要なOPやスキル使用時の消費MPが減少する。
スキル
主に戦闘時に使用できるスキル。例外として、フィールドで使用できる「フィールドスキル」やターン終了時に低確率で発動する「EXスキル」がある。発動には多くの場合MPの消費が必要となる。
スキルの中には通常攻撃を行う「たたかう」もあり、最初のおしおきをクリアしないと通常攻撃すらしてくれない。「たたかう」にはレベルがあり、レベルが上がると同時に攻撃に参加してくれるキャラクターが増える。
接近しないと発見できない特殊な宝箱からは連携技「キズナアタック」が獲得できる。これは特定のキャラクターが戦闘メンバーに加わっている場合のみ使用でき、MP消費は提案者のみ。同じ組み合わせの場合でも、誰から提案したかによって内容が異なる。
特殊な技の一端として他にも「奥義」というものがあり、多大な消費と引き換えに非常に強力な効果を発揮することができる。なお、キズナアタックと奥義は種類・ステータスを問わずターン最初に発動する。
戦闘
ボス以外はランダムエンカウントとなっている。フィールドスキルによって強制的に出現させたりしばらく遭遇しなくすることが可能。
戦闘では、参戦メンバーが各々攻撃内容を提案してくるので、任意のキャラクターを選択する。選択された行動以外は一切行われない。
高レベルの「たたかう」やキズナアタックなど2人以上同時に行動する場合は、対象キャラが明るく表示されるようになっている。
提案されるコマンドは基本的に経過ターンや状況に応じてある程度決まった範囲で選ばれる。
プレイヤーは他にもアイテムの使用とメンバーの交代を実行できる。これらはそれぞれ1ターンに1度のみ。後衛に回ったメンバーは状態異常を含めて一切回復などはされない。
状態異常
戦闘時に特定のスキルを使うことで敵味方に対して発生する効果。種類を問わず、一定ターン経過によって解除される。また、全ての状態異常は同時に発生しうる。
ダメージの有無と状態異常発生判定は別物となっており、例えイベントで無敵化している場合でも有効。
状態異常は各種ステータスの増減と毒・マヒ・混乱・交代不可がある。これらに対して耐性を持っているものはボスも含めて非常に少なく、味方が使う技にも耐性がない限り付与率100％のものがある。
- ステータス変化：物理攻撃力・物理防御力・魔法攻撃力・魔法防御力・行動速度が増減する。耐性がない限り、確実に発生する。効果によって変動幅に強弱がある。対となるステータス強化スキルやアイテムで相殺される。
- 毒：キャラクターの最大HPに応じた固定ダメージが発生する。このダメージでHPが0になった場合、そのまま戦闘不能になる。
- 麻痺：ランダムで行動がキャンセルされる。1ターン内での効果発生回数に制限がなく、複数回攻撃できるボスに対してかなり有効。
- 混乱：まともな提案をしてくれなくなる。提案をしないだけなので、「たたかう」のメンバーとして参加はしてくれる（キズナアタックは不可）。
- 交代不可：極一部のボスだけが使ってくる状態異常で、その名の通り交代できなくなる。唯一対応する回復アイテムがなく、アイテムでは万能薬でしか治せない。

## ストーリー
未来に罪を犯すはずが若くして命を落としてしまったために今は罪人ではない「半罪人」と呼ばれる存在。「半罪人」を更生させるために、地獄特別法3288条2項による更生プログラム、通称「ヨミガエリ」と呼ばれるプログラムがある。それは、指導教官が「半罪人」達を引き連れて、様々な試練が待ち受ける塔を登っていくというもの。あなたは指導教官となり、7人の「半罪人」の少女達と共に地獄の塔を登っていく。

## 登場人物
キサラギ
声 - 長谷川明子
彼女の罪は強欲
物事に関して異様にホンモノに拘る節がある。シンとは反りが合わず喧嘩をしたりすることがあるが、実際は良くも悪くも似た者同士である。
戦闘では、毒や麻痺の状態異常を駆使したり、敵からアイテムを盗んだりするトリッキータイプのキャラクター。行動速度が速いのも特徴。本作ではボスでも状態異常が効く場合が割とある上、全体攻撃は得意ではないのでボス向けのキャラクター。ただし、攻撃力は低いので、効かない相手には不向き。
フィールドスキルはその階層に存在するキズナアタックのものを含めて未開封の宝箱の総数を調べる「お宝サーチ」。ただし、バグにより特定の階層では開封済みの宝箱がカウントされてしまう場合がある（その階層に出入りすることで解消される）。
生前は裕福ではない家庭の生まれだったが、親に無理を言って進学したお嬢様学校で周りと合わせられず孤立。やがて、中年相手に有料デートをしてお金を稼ぎ、ブランド物を買い漁ることで取り繕うようになったが、内面の空っぽさを抱えていた。

アリス
声 - 又吉愛
彼女の罪は異端
ミステリアスな雰囲気をしており、不思議な超能力を持っている。遠隔視と霊感を合わせた能力である様子。
戦闘では、氷結・電撃属性の魔法系の攻撃スキルを駆使する魔術師タイプのキャラクター。合わせて、氷結では行動速度低下を、電撃ではマヒの状態異常を引き起こす（麻痺はランダム付与）。魔法においては、最大ダメージを叩き出せる。HPと物理防御力が低いため、集中攻撃されると危険。
フィールドスキルは自分のMPを10ポイント他のキャラクターに分け与える「MPワケール」。消費ではなく分け与えるというものなので、ガールズオーダーなどで消費MPが減少してもアリス側の減少量は減らない。
生前はその能力で人助けをしていたが、次第に求められることが大きくなっていった上に両親が新興宗教を設立したりと過剰な依存を向けられることになった。しかし、多額のお布施などをもらいながらもそれに応じれるほど強力な能力ではなかったため、実質詐欺の片棒を担いでいた形である。

トモエ
声 - 原由実
彼女の罪は渇望
京風の口調で、何事にもおっとりした振る舞いを見せる。抜群のスタイルをしており、主人公に対して性的ニュアンスを含んだ喋り方を多用する。
戦闘では、守りを捨てた代わりに高い攻撃力で攻める武士タイプのキャラクター。また、相手の攻撃力をダウンさせる効果も持つものもある。技名が四十八手。電撃または氷結属性全体攻撃のキズナアタックを習得でき、弱点とするクリミナルが2体以上いると1ターン目に確実に提案してくれる。
フィールドスキルは直前に立ち寄ったキャンプに戻る「リターン」。ただし、エクストラダンジョンの「虚空座標437のソラ」や特定のイベントエリアでは使用不可。
生前は自分の魅力を利用して他人の人間関係を壊して楽しむという悪質な愉快犯だった。その性根は半罪人ながら手遅れに近く、大好きだったはずの従姉の婚約者を誘惑して結婚式をドタキャンさせるという行為までやらかしていた。

シン
声 - 吉田真弓
彼女の罪は傲慢
頭が良く、何かと人に指図して反感を買うことがある。気取った口調は実は後付けらしく、感情が高ぶると荒い口調になる。また、よくゲームなどを思わせる発言をする。
戦闘では、味方との連携を重視した「OPR」系スキルを持つ指揮官タイプのキャラクター。一緒に行動するメンバーは特定のスキルを発動するが、消費MPは0。単体としての能力は、術師タイプとして全体回復や能力強化、攻撃魔法など各キャラの特徴を統合した形。全体攻撃は苦手であるため、ボス戦で活躍する。MPは高いもののメンバーで最悪に近い燃費なので多用は向かない。
フィールドスキルは単体のHPを完全に回復する「ヒーリング」。
生前はオタク・ひきこもり・ニートが揃った20歳。学生時代にオタクな性格からいじめられ、ネットゲームにはまった引きこもりとなった。そんな有様でも心配してくれる家族をよそに、自身はほとんど部屋から出ないでいた。他の面々に比べると、将来どのような罪を犯すのか予想できない人物。

ラン
声 - 羽飼まり
彼女の罪は憤怒
男に異様な敵対心を見せ、いきなり殴りかかる猪突猛進な面もある。
戦闘では、味方のダメージを軽減するスキルをメインに据えた騎士タイプのキャラクター。攻撃を引き付けてのカウンターも可能。メンバーに防御を指示できる唯一のキャラクターであるため、ボス戦では必須。ボスが力をためた次のターンは、確実に防御系の提案をしてくれる。全体蘇生＆全回復や2ターン無敵化といった非常に強力な能力を持つ戦線維持の要。また、電撃属性も使える。ただし、魔法防御が低い。
フィールドスキルは一定歩数までクリミナルが出現しなくなる「警戒移動」。あまり有効歩数が多くない。
生前は小学生時代に教師に盗撮などの性的被害を受けたトラウマから重度の男嫌いとなり、男性と見れば木刀で殴りかかるという通り魔一歩手前の状態だった。

サコ
声 - 髙山ゆうこ
彼女の罪は耽溺
バカっぽい口調で、妹のユコに対して過保護に接する。学校ではあまり評価がよくなかった様子。
戦闘では、スピードと打撃攻撃に重点を置いた武闘家タイプのキャラクター。炎属性担当。序盤ではメインアタッカーであるが、中盤からは自己回復といった能力が増えてくるため、トモエほど単純な攻撃力重視ではなくなる。ただし、HPが全快の時にのみ提案されるスキルは物理攻撃で最強を誇る。
フィールドスキルはクリミナルを強制的に出現させる「おたけび」。ランの「警戒移動」が発動中でも機能する。
実はユコのことが本気で好きな同性愛者（最終的には主人公にも好意を向けるので実質バイセクシャル）。ユコを誰の目にも向けさせないために本来の性格を隠しておバカキャラに徹しているが、実は恐ろしく多才。ただし、要領はよくない。作中、一時は本来の口調に戻すも、ふとした拍子に現在のキャラクターに定着した様子。

ユコ
声 - 浅倉杏美
彼女の罪は怠惰
物腰柔らかな性格だが、その裏では面倒なことは姉のサコに任せている。簡潔に言うとズルい性格で、電撃のお仕置きをされる際はサコが好きだからそちらに、とまで言ってくる。
戦闘では、味方のHPや状態異常を回復するスキルを駆使する僧侶タイプのキャラクター。相手のステータスを下げたりも可能。ただし、本作では回復はプレイヤーもアイテムで行える。攻撃・防御ともに微妙なため、有事に前線に出すのが効果的。
フィールドスキルは全員のHPを中程度回復する「オールヒール」。4割程度のダメージなら全回復まで持って行ける。
生前は学校では多才な人物として評価の高い優等生だったが、実は自分の課題を全てサコに押し付けており、自分は努力すらしていない（サコの評価が低いのも、ユコの課題を優先して終わらせているため）。ピアノの発表会などごまかせないものは仮病で回避していた。

ミウ
声 - 田村睦心
未熟なプレイヤーを指導する教官のような存在。ヒメカミとはある繋がりがあるが、あまり思い出したくない様子。
ヒメカミはかつての生徒だった。教官として最初の仕事に就くプレッシャーと焦りから、騎士候補だった彼女につらく当たってしまい、彼女の状況を改善することを怠ってしまった。ラストボス戦後はヒメカミに己の不手際を謝り、ともにヨミガエリをやり直すことを誓った矢先、ヒメカミの干渉を感知したシステムが彼女を追跡し始めたことを知り、ヒメカミとともに事態に対処すべく7人を見送った。
INVITATIONでは一定条件を満たすと仲間として使用可能になる。その際には姿が若返り、彼女自身もヨミガエリ候補生だったことが判明する。結局は失敗したのだが、更生が比較的ましだったことで教官になる道を選択できた。逆に言えば、彼女はいまだ半罪人である。
仲間に加わった際の性能は、状態異常や能力低下を複数引き起こすスキルを多用する。キズナアタックはヒメカミとのものしかないが、どれも特殊かつ強力。お仕置きを戦闘用にした技も使う。
フィールドスキルは次の戦闘における獲得OPを1.5倍にする「徴収」。
生前は口下手であり、学校ではいじめられていたどころかいないものとされるような扱いだった。そんな憂さを、親の財布から金を抜き取って繁華街で遊んで晴らす、といった性格を続けていた。現在の性格は、地獄に来てから形成されたもの。

ヒメカミ
声 - 内村史子
ヨミガエリの最中に度々出会うことになる少女。最初は脱走者3人とともに逃げている姿が確認できる他、氷の試練にて別グループの参加者として接触してくる。
ストーリーが進むにつれ、次第にその正体が判明していく。
その正体は、かつて「騎士」という機能の実装が検討されていた際にテストケースとして地獄に引き込まれた「よい子」。つまり、半罪人ではなく、不当に地獄に落とされた形だった。しかし、担当教官だったミウは全く協力してくれず、他メンバーは彼女自身が当時あまり強くなかったことと明らかに贔屓された立場からつらく当たられ、結果としてヨミガエリは失敗となった。それから現在脱走者までの経緯は不明だが、INVITATIONにおいて主に氷の試練を利用して他の半罪人のヨミガエリを意図的に失敗させていたことが語られた。
INVITATIONではミウ同様に一定条件を満たすことで仲間として使用可能。
生前は周囲に頼られる優等生であったが、一方で過剰に依存してくる周囲に辟易していた。加えて、理由は不明だが両親の中は冷めきっており、離婚直前という有様（母親は老後もしがみつく気満載）。そんな鬱憤をボイスレコーダーに吐き出すことで自分はいい子であることを保とうとしていた。
フィールドスキルは次の戦闘における獲得経験値を1.5倍にする「実戦学習」。ミウのスキルと一緒に使うと効果的。
仲間に加わった際の性能は、物理・魔法のどちらもこなす万能キャラ。HPは高いが、防御は物理・魔法ともにも低い。交戦時に使用していた強力スキルも使用可能。また、条件付きで致死レベルのダメージに耐えるパッシブスキルを覚えるため、念のため出しておくだけで全滅を回避できる（追撃を食らうとアウトだが）。

統括システム
天使のような姿を持ったヨミガエリを統括する存在。
ヨミガエリのシステムを絶対視しており、どれほどの理不尽を強いても多くの更生者を生み出した実績を挙げてその下で泣く者のことは気にもかけない。

シャイタン
Vita版で追加されたイベントで登場する旧バージョンの統括システム。統括システム消滅に伴い、なぜか復活した。ミウとは顔見知り。お堅い印象の新バージョンのそれと比べると、のんびりした口調でやや型破りな言動をする。
当初は統括システム破壊に伴うデータベースの損傷で少女らが規約違反者だと気づかなかったため、ヒメカミとミウに再度のヨミガエリの試練を与えるも、最終的にはデータベースを復旧したことで統括システムとして排除を試みるようになる。
実は表に出てくるのは端末に過ぎず、いずこかにある本体を破壊しなければ完全に停止させることができない。ヨミガエリに当たってシャイタンの撃破は過程に過ぎなかったため、復活までのタイムラグを狙って逃亡することで対処した。

## 用語
クリミナル
作中の敵。その正体は、純粋な罪人の魂の成れの果てだが、人間の姿を保っているものは一切いない。
改心する意志すらなく地獄から見放された存在で、もはや何の理性すらない。
倒して消滅させても完全に消えるわけではなく、やがて再構築される不滅の存在。
ヨミガエリ
地獄に落ちた「半罪人」の魂に更生するチャンスを与え、成功すれば蘇生させる、というもの。少女たちはどうやって死んだのかが全員不明なため、どういう形で蘇生されるかは分からない。
果たして何年前から行われているかは不明だが、現在までに数万人の更生者を出している。ただし、失敗した人数は不明。
試練の内容は「塔」の踏破であり、突破するにはまず「囚監フロア」を抜け、「泥の試練」「炎の試練」「氷の試練」の3つの後、己の過去と向き合うことで終了となる。
キャンプの配置などは都度調整が行われている。主人公が担当するよりも前の回は囚監フロア最上部に最初の休憩ポイントが設置されたため、相当厳しかった模様。
Vitaでの追加エンディングを見る限り、現代に対して好きな時間まで自分の時間を戻して復活できるようである。隠しダンジョンのエンディングでは、全員同じ学校の主人公の生徒として復活している。
囚監フロア
少女たちが捕まっている場所で、塔の地下部分。試練の前段階として、まずこのエリアを突破して地上に上がらなければならない。最下層は本来クリミナルが出ないはずであるが、今回は異常事態によってクリミナルの配置がおかしくなっている様子。
泥ノ試練
最初の試練。植物が生い茂るエリアであり、取り立てて特徴がない。ボスは「エレキグリード」で、特徴の少ないパワーアタッカー。
炎ノ試練
第二の試練。ボス「バーンレイジー」が非常に攻撃的で最下層で襲いかかってくるも、あまりに少女たちが弱すぎるということで、自身の配下である4体のクリミナルを倒すように挑戦状を突き付けてくる。仲間想い。
部下はボスと違って逃げ回ってばかりな上、セクハラなどもしてくる。部下の名前は全員「Mr.」と頭についている。
氷ノ試練
第三の試練。多くの門によって経路が閉ざされており、門に刻まれた指示を満たさないと通り抜けることができない。
雪で周囲を閉ざし、仲間を分断し、力を奪うなどして少女たちの間に亀裂を生み、仲違いをさせるという、前二つに比べて目的がはっきりしている試練。ボス「アイスデザイア」は少女らの更生が許せない様子。マヒ・混乱を付与する難敵である。
しかし、門の指示はクリミナル「ジ・ウォール」による偽装であり、実は何の条件もない。蟠りが解けることで雪は止み、この真実を看破することができる。
学び舎、16時の記憶。
最終試練。教室を模した構造となっており、少女たちの午後4時のやり取りが一人ずつ再現される（現在学生でない場合は、当時の記憶となる）。
経路を閉ざす門は各々の罪と向き合い、罪に飲み込まれた影の半身を打ち倒すことで開放される。
いくつかのイベントをこなすと少女の影が出現。その後の対話イベントが発生するとそのキャラクターが離脱してしまうので、そのキャラクターが指示する階層で中ボスを倒して罪の証を入手し、罪の意識を突破させる必要がある。
少女地獄
ヨミガエリのためのエリア。本来なら試練は終わっているので安全地帯であるが、現在は異常事態によりクリミナルが発生するようになっている。
エリア内はワープポイントで繋がれており、マップを見ただけでは繋がりが分かりづらい。
詳細は不明であるが、この階層で交戦するヒメカミはすさまじい力を有しており、最終的にはグリードのような姿となって襲いかかってくる。防御しても致命傷になりかねない全体攻撃や全体全状態異常攻撃など、強力な特性を誇る。
X層・支配者ノ領域
ヨミガエリの統括システムに拘束されたヒメカミ・ミウが連れ去らわれた領域。上位者権限によって管理されており、本来はシステムの許可なく突破は不可能。
見えない通路で繋がれている他、特定の場所にある門を通過することで隠された通路が解放されるという仕掛けとなっている。
最奥部の門はとりわけ厳重なセキュリティによって封じられており、その奥には統括システムが鎮座している。全能力強化や防御しても全滅しかねない全体攻撃などを使用する。ヒメカミに比べると攻撃的な裏のラストボス。
古き記憶の園
Vita版で追加された隠しダンジョン。ヒメカミ・ミウ用に用意された最終試練で、「学び舎、16時の記憶。」同様に過去と向き合う試練。
統括システムに代わって管理を担当するようになったシャイタンの趣味を反映してか、若干まがまがしい雰囲気となっている。
最奥部にいるシャイタンは攻撃担当の右腕とサポート担当の左腕を伴っての戦闘となる。両腕を破壊しないと凄まじい回復力でまず倒すことはできないが、倒したら倒したで高い威力の全体攻撃を使うようになる。
虚空座標437のソラ
ラストダンジョンクリア後に、特定のコマンドを入力することで訪れることができるエリア。蘇生のための門を通って復活するまでの間の出来事である様子。
作中で多少語られたところによると、この領域は地獄どころか地球でもない「流刑星」のようである。全てが語られず終わったため、その流刑星の果てが地球である可能性もある。本来の空間座標からずれた「虚空座標」に位置する。
このエリアに関する情報を残した（あるいは送った）ものは何らかの理由で宇宙を統括する者たちから流刑に処されるも、ソラの住人に優しさに触れて改心。流刑星としての役割を解かれて通常空間に戻ることを願っていた様子。
周囲に配置された4体の中ボスと最奥部にいるボス「ZERO」は一言も喋らないないため、背景が不明。
騎士
3年前に実装が検討されたシステム。とある領域で完全に改心した「よい子」に薬剤を飲ませることで、強力な力を持った騎士へと変化させる。
本来地獄に行くはずのない魂を半ば地獄域にするような内容であった。結局は実装されずに終わったため、現在のシステムでは騎士化した半罪人は半ばバグのような存在で、セキュリティで弾くことができない。

## 主題歌
オープニングテーマ「I Can Fly」
作詞：大森祥子 / 作曲・編曲：古代祐三 / 歌：長谷川明子
エンディングテーマ「On Our Way」
作詞：大森祥子 / 作曲・編曲：古代祐三 / 歌：長谷川明子

## コミカライズ
EBA作、チャンピオンRED いちご2010年V0l.22 - 2011年V0l.27連載、単行本全1巻